# John C. Stennis (Schiff)
Die John C. Stennis, (CVN-74) ist ein nuklear angetriebener Flugzeugträger der Nimitz-Klasse der US Navy, benannt nach dem US-Senator John C. Stennis aus dem Bundesstaat Mississippi. Sie ist das siebte Schiff ihrer Klasse. Ihre Indienststellung erfolgte am 9. Dezember 1995, ihr Heimathafen ist Norfolk im US-Bundesstaat Virginia.
In der ersten Jahreshälfte 2007 war das Trägergeschwader Carrier Air Wing Nine (CVW-9) auf der John C. Stennis stationiert.
Puget Sound Naval Shipyard führt aktuell in Kitsap-Bremerton eine PIA (Planned Incremental Availability), PSNS- und IMF- (Intermediate Maintenance Facility) Überholung an dem Träger durch.

## Einsätze
Der erste Einsatz führte die John C. Stennis 1998 in den Persischen Golf, wo sie ihre Flugzeuge gegen irakische Stellungen fliegen ließ (Operation Southern Watch). Dies wiederholte sich zwei Jahre später. Unmittelbar nach den Terroranschlägen am 11. September 2001 kreuzte der Flugzeugträger vor der US-Westküste. 2003 nahm die Stennis dann am Irakkrieg teil.
2010 ging die Stennis in die Werft. In der Puget Sound Naval Shipyard begann im April eine 137 Millionen Dollar teure, mehrere Monate lange Überholung.
Im Dezember 2011 befand sich der Träger wieder im Persischen Golf. Ende Dezember 2011 durchfuhr er die Straße von Hormus, wo der Iran zum gleichen Zeitpunkt ein Manöver abhielt, um die Sperrung der Straße wegen westlicher Sanktionen aufgrund des iranischen Atomprogramms zu proben. Während dieses Einsatzes rettete ein Begleitschiff des Trägers 13 iranische Seeleute aus der Gewalt von mutmaßlich somalischen Piraten.

## Mediale Rezeption
- In dem Film Der Anschlag (2002) nach einem Buch von Tom Clancy aus dem Jahre 2002 wird die John C. Stennis in der Nordsee von russischen Flugzeugen angegriffen und schwer beschädigt.
- 2009 verbrachte eine Filmcrew einen Monat auf dem Schiff um Szenen für den Film Transformers – Die Rache (2009) zu drehen. (Ex-Agent Seymour Simmons überredet den Kapitän der John C. Stennis über Funk dazu, eine Attacke auf den außerirdischen Gegner durch den Zerstörer Kidd zu befehligen.)
- In der Serie Navy CIS, 1. Staffel, Episode 6, Speed (Original: High Seas) ermittelt das Team um Special Agent Leroy Jethro Gibbs an Bord der CVN-74.
- In der Serie Navy CIS, 6. Staffel, Episode 2, Agent zur See (Original: Agent Afloat) ermittelt das Team um Special Agent Leroy Jethro Gibbs an Bord der CVN-74. Das Schiff, auf welchem Special Agent Anthony DiNozzo stationiert ist, fährt unter dem Namen „USS Seahawk“.
- Die CVN-74 ist in der Serie JAG – Im Auftrag der Ehre oft als USS Patrick Henry zu sehen.
- Im Computerspiel Digital Combat Simulator von Eagle Dynamics wurde im Mai 2018 im Zuge der Veröffentlichung des „F/A-18 Hornet“-Moduls auch die John C. Stennis hinzugefügt.
- In Tom Clancys Roman Ehrenschuld (1994) wird die John C. Stennis von einem japanischen U-Boot torpediert und beschädigt.
- In der Folge 1x16 Die Köpfe der Hydra der Serie Marvel’s Agents of S.H.I.E.L.D. (2014) landet der „Bus“ auf der CVN-74.